# Кивот
Ковчегът на завета или още кивот (на гръцки: κιβωτός; на иврит ארון הברית: aron habrit) е описан в Библията като свещен сандък, съдържащ каменните скрижали с Десетте Божи заповеди, а също така жезъла на Аарон – цъфнал (според библейската случка), както и запечатана стомна с манна небесна. Според Библията изработването на кивота е заповядано от Бог на Мойсей в Синайската планина (Изход 25:9 – 10). Намирал се е първоначално в Скинията, по-късно в Соломоновия храм. На капака имало два херувима гледащи кивота и един към друг. С едни крила покриват краката си с едни засенчват кивота и с едни покриват лицето си (Изход 25: 18 – 22). Някои изследователи предполагат, че е имало два кивота: един временен, изготвен от Мойсей, и друг, изработен впоследствие от Бецалел.
Според Библията кивотът служел като мощно оръжие. Така например израилтяните носят кивота със себе си при битката за Йерихон. Те надуват своите рогове 7 дни и стените на града се вбиват в земята (дори и днес при разкопките се вижда, че те са вбити в земята). Веднъж свещениците носели Кивота и някой си на име Оза го докоснал и веднага умрял. Ето библейското сказание за случая: „И когато дойдоха до Нахоновото гумно, Оза присегна с ръка към Божия ковчег (за да го придържи), и се улови за него, понеже воловете го бяха наклонили. Но Господ се разгневи на Оза, и за дързостта Бог го порази на същото място, и той умря там при Божия ковчег.“/2-ра кн. Царства:6:6,7/
При разрушаването на Соломоновия храм в Йерусалим (587 пр.н.е.) кивотът изчезва и оттогава съществуват множество хипотези и спекулации относно неговата съдба и местоположение. Някои предполагат, че се намира в църквата Св. Сион в Етиопия.